# Pure (TV-serie)
Pure är en brittisk dramakomedi från 2019. Serien är regisserad av Aneli Karia och Alicia MacDonald, medan manus skrivits av Rosie Cartwright och Kirstie Swain. Första säsongen består av sex avsnitt. Serien är baserad på Rose Cartwrights självbiografi med samma titel.
Seriens svenska premiär planeras till den 10 april 2020 på SVT play.
[uppföljning saknas]

## Handling
Serien handlar om 24-åriga Marnie. Hon lider av tvångstankar och har haft tvångsmässiga sextankar under de senaste 10 åren. Hon beger sig till London, utan att känna någon där, för att starta ett nytt liv.

## Rollista (i urval)
- Charly Clive - Marnie
- Joe Cole - Charlie
- Kiran Sonia Sawar - Shereen
- Niamh Algar - Amber
- Anthony Welsh - Joe
- Doon Mackichan - Sarah